# Leiobunum oharai
Leiobunum oharai is een hooiwagen uit de familie Sclerosomatidae.